# Пуглыигль
Пуглыигль (устар. Пуглы-Игль) — река в России, протекает по Ханты-Мансийскому АО. Устье реки находится в 15 км по правому берегу реки Кевруягун. Длина реки составляет 71 км, площадь водосборного бассейна 434 км².
В 12 км от устья, по левому берегу реки впадает река Ай-Пуглыигль

## Данные водного реестра
По данным государственного водного реестра России относится к Верхнеобскому бассейновому округу, водохозяйственный участок реки — Обь от города Нефтеюганск до впадения реки Иртыш, речной подбассейн реки — Обь ниже Ваха до впадения Иртыша. Речной бассейн реки — (Верхняя) Обь до впадения Иртыша.
Код объекта в государственном водном реестре — 13011100212115200048083.